# کادیلاک اسکالید

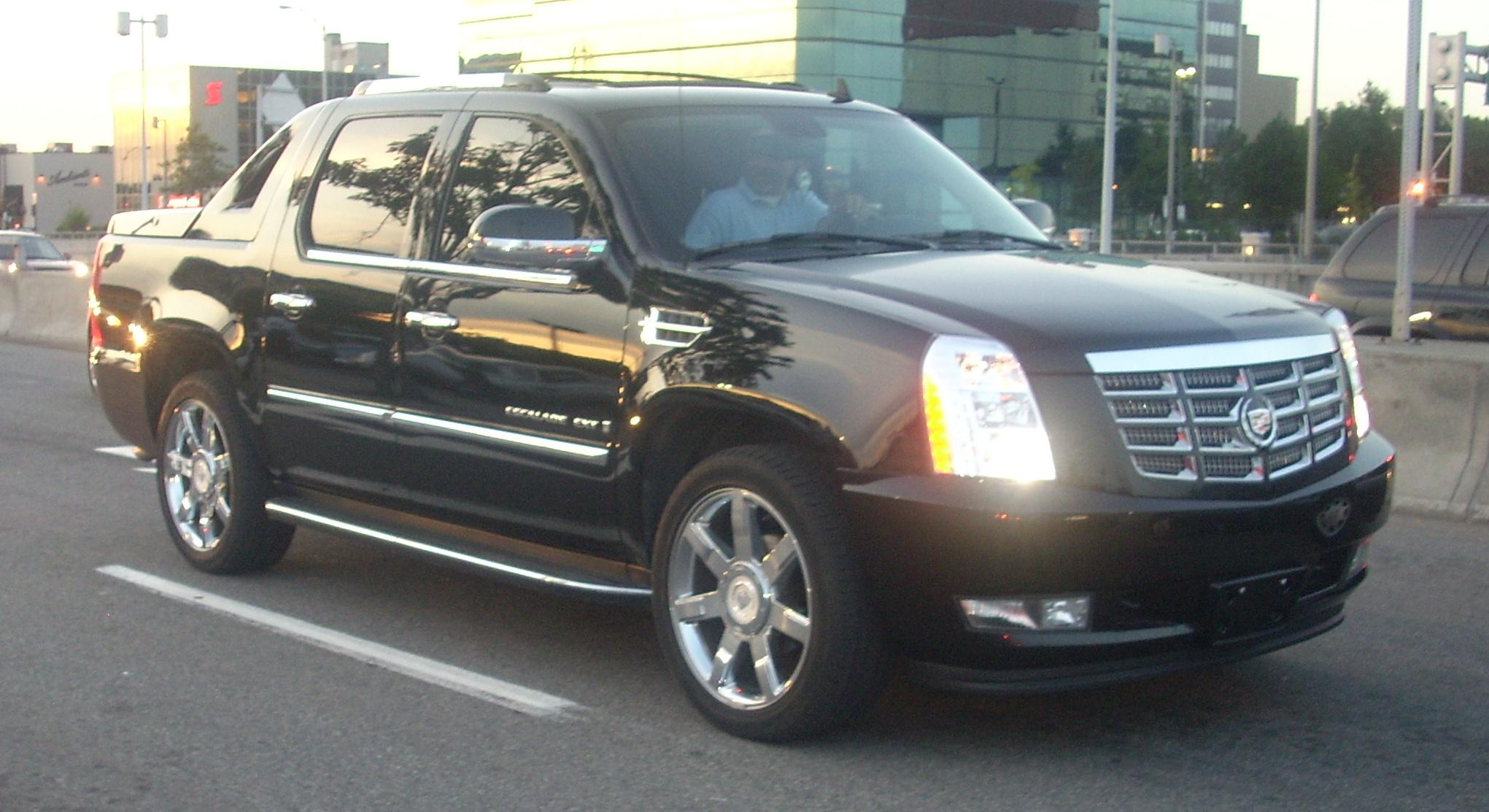
نسخهٔ EXT از گونهٔ وانت لوکس اسپرت (یا Sport Utility Truck) است.

کادیلاک اسکالید (به انگلیسی: Cadillac Escalade) یکی از مدل‌های اس‌یووی خودروی لوکس آمریکایی کادیلاک زیرمجموعه شرکت جنرال موتورز است.
این خودرو در دسته خودروهای اس‌یووی فول سایز قرار می‌گیرد.
این خودرو که اغلب مجهز به چهار چرخ محرک است، در سال ۱۹۹۹ و در پاسخ به رقیب‌های آلمانی و ژاپنی و به‌ویژه خودروی فورد مدل لینکلن ناویگیتور که در سال ۱۹۹۸ به بازار آمد، معرفی شد. آغاز تولید کادیلاک اسکالید تنها ده ماه پس از تأیید طرح آن رخ داد. این خودرو در آرلینگتون، تگزاس تولید می‌شود. موتورهای این خودرو اغلب ۸ سیلندر و با حجم ۵ لیتر به بالا عرضه می‌شود.
اسکالید اکنون در آمریکای شمالی و بازارهای بین‌المللی منتخب (اروپا و آسیا) که کادیلاک دارای کانال‌های فروش رسمی است فروخته می‌شود. اسکالید ESV (Escalade Stretch Vehicle) در آمریکای شمالی، روسیه و خاورمیانه به فروش می‌رسد، اما با سفارش ویژه تنها در برخی از بازارهای بین‌المللی موجود است. اسکالید و اسکالید ESV فرمان راست از طریق متخصصان تبدیل شخص ثالث بدون توافق رسمی با کادیلاک در بازارهای استرالیا، اقیانوسیه و ژاپن در دسترس هستند.

## فروش در ایالات متحدهٔ آمریکا
در سال ۲۰۰۸، نسخهٔ هیبریدی این خودرو ۷۴٬۰۰۰ دلار آمریکا فروش رفت. جدول زیر خلاصهٔ وضعیت فروش نسخه‌های متفاوت این خودرو در بازار آمریکا است.
| سال  | اسکالید | EXT    | ESV    | مجموع  |
| ---- | ------- | ------ | ------ | ------ |
| ۱۹۹۸ | ۳٬۰۸۹   | —      | —      | ۳٬۰۸۹  |
| ۱۹۹۹ | ۲۳٬۸۹۷  | —      | —      | ۲۳٬۸۹۷ |
| ۲۰۰۰ | ۲۳٬۳۴۶  | —      | —      | ۲۳٬۳۴۶ |
| ۲۰۰۱ | ۳۱٬۲۷۰  | ۵۴۶    | —      | ۳۱٬۸۱۶ |
| ۲۰۰۲ | ۳۶٬۱۱۴  | ۱۳٬۴۹۴ | ۳۶     | ۴۹٬۶۴۴ |
| ۲۰۰۳ | ۳۵٬۶۲۱  | ۱۱٬۲۵۶ | ۱۲٬۸۶۶ | ۵۹٬۷۴۳ |
| ۲۰۰۴ | ۳۶٬۹۹۴  | ۹٬۶۳۸  | ۱۵٬۶۱۸ | ۶۲٬۲۵۰ |
| ۲۰۰۵ | ۲۹٬۸۷۶  | ۷٬۷۶۶  | ۱۳٬۵۰۲ | ۵۱٬۱۴۴ |
| ۲۰۰۶ | ۳۹٬۰۱۷  | ۷٬۰۱۹  | ۱۶٬۱۷۰ | ۶۲٬۲۰۶ |
| ۲۰۰۷ | ۳۶٬۶۵۴  | ۷٬۹۶۷  | ۱۶٬۳۷۰ | ۶۰٬۹۹۱ |
| ۲۰۰۸ | ۲۳٬۹۴۷  | ۴٬۷۰۹  | ۱۱٬۰۵۴ | ۳۹٬۷۱۰ |
| ۲۰۰۹ | ۱۶٬۸۷۳  | ۲٬۴۲۳  | ۶٬۵۸۸  | ۲۵٬۸۸۴ |
| ۲۰۱۰ | ۱۶٬۱۱۸  | ۲٬۰۸۲  | ۸٬۶۷۴  | ۲۶٬۸۷۴ |
| ۲۰۱۱ | ۱۵٬۰۷۹  | ۲٬۰۳۶  | ۸٬۳۸۸  | ۲۵٬۵۰۳ |
| ۲۰۱۲ | ۱۲٬۶۱۵  | ۱٬۹۳۴  | ۸٬۰۸۳  | ۲۲٬۶۳۲ |
| ۲۰۱۳ | ۱۲٬۵۹۲  | ۱٬۹۷۲  | ۷٬۹۵۰  | ۲۲٬۵۱۴ |
| ۲۰۱۴ | ۱۹٬۴۸۲  | ۵۳     | ۱۰٬۹۸۷ | ۳۰٬۵۲۲ |
| ۲۰۱۵ | ۲۱٬۲۳۰  | —      | ۱۴٬۶۹۱ | ۳۵٬۹۲۱ |
| ۲۰۱۶ | ۲۳٬۶۰۴  | —      | ۱۵٬۴۸۸ | ۳۹٬۰۹۲ |
| ۲۰۱۷ | ۲۲٬۹۹۴  | —      | ۱۴٬۷۰۰ | ۳۷٬۶۹۴ |
| ۲۰۱۸ | ۳۳٬۷۹۶  | —      | ۳٬۰۷۶  | ۳۶٬۸۷۲ |
| ۲۰۱۹ | ۳۵٬۴۲۴  | —      | —      | ۳۵٬۴۲۴ |
| ۲۰۲۰ | ۲۴٬۵۴۷  | —      | —      | ۲۴٬۵۴۷ |
| ۲۰۲۱ | ۴۰٬۵۰۵  | —      | —      | ۴۰٬۵۰۵ |